# 2766 Левенгук
2766 Левенгук (2766 Leeuwenhoek) — астероїд головного поясу, відкритий 23 березня 1982 року.
Тіссеранів параметр щодо Юпітера — 3,410.
Названо на честь голландського натураліста Антоні ван Левенгука, який значно вдосконалив мікроскоп, основоположника наукової мікроскопії, члена Лондонського королівського товариства (з 1680 року)